# Cycle d'Ézoah

Le Cycle d'Ézoah (sous-titré Les Gardiens de Mallemonde) est une œuvre de fantasy en trois volumes écrite par Bertrand Ferrier et Maxime Fontaine, initialement parue chez Intervista en 2005, puis rééditée chez Pocket en 2008.

## Résumé
Le vieux gardien, Elder, est fatigué ; pour tenter de récupérer des forces et limiter ainsi les désordres chaque jour plus nombreux, il doit se mettre en état de transe. Chacun des mondes délègue un envoyé pour veiller sur le repos du Gardien : la garde d’élite ainsi constituée se compose d’une tigresse Layla, de Athor un viking à l’humeur très variable, Tipoussin « 8 cm de dur à cuire », Jarmek le semi-borgne, Black un chevalier blanc deux fois plus large que haut (ces proportions étant amenées à encore empirer en cours de récit), la Pensée intrépide, une fleur dangereuse et ZzzennN, l’homme à 3 bouches. Au même moment une jeune mexicaine adoptée par des Espagnols Ezoah se retrouve elle aussi dans cet univers sans s’être du tout porté volontaire. Très vite elle décide d’aller trouver Elder pour comprendre pourquoi elle a atterri là et surtout comment en sortir ? En route elle fera équipe avec un tabouret bien décidé à steaker, Maienka une impresario très funky et Sven un jeune Suédois tendance pédant égaré aussi dans cet univers.
- Tome 1 : Ézoah
- Tome 2 : Immemoria
- Tome 3 : Tenebria

## Personnages principaux

### Les Appelés

#### Ézoah
C'est une inventrice mexicaine de 8 ans. Elle a les cheveux et les yeux noirs et est de petite taille. Elle atterrit dans le monde animal en arrivant dans Mallemonde. C'est une Appelée ayant le pouvoir du magibricolage ou bizardouillage. Elle a été adoptée par des Espagnols, Xabi et Maribel, qui ne s'occupent presque pas d'elle. Elle devient la nouvelle gardienne de Mallemonde.

#### Sven
C'est un intello suédois qui adore lire. Même s'il n'a jamais fini un seul des livres qu'il a commencé, il en a quand même lu environ 100 035 livres. Il a 10 ans et est, tout comme Ezoah, un appelé. Il a atterri dans le monde de l'inverse et a comme pouvoir de comprendre très approximativement les langues. Il est capable de tomber amoureux d'à peu près toutes les filles qu'il rencontre, de la trollette à l'épouvantail. Avec ses yeux vert clair et ses cheveux blond platine, il se croit très séduisant.

#### Sladi
Avec ses 11 ans, c'est le plus vieil Appelé. Il est très relax (trop pour certains) et atterrit dans le monde troué. Il est capable de ralentir les objets ou les gens, ce qui lui permet de piquer un somme avant d'attaquer, par exemple. Il vient du Maroc et a une peau mate et un petit bedon (il est très gourmand). Il est tué par Elder dans le tome 2.

#### Meï Yong
Top model de 10 ans, elle est trop belle et elle le sait. Elle atterrit dans le monde des jouets et est un génie de l'informatique, elle est capable de simuler tout et n'importe quoi. Appelée chinoise insupportable, elle exerce une attirance qui rend fou d'elle (presque) tous les garçons qu'elle croise. Ezoah, comme beaucoup d'autres filles, la déteste. Elle sera tuée par Ténébria alors qu'elle venait lui apporter son aide, dans le tome 3.

#### Joy
Casse-cou rousse des États-Unis (Kansas), elle peut matérialiser ses proverbes qui commencent généralement par "comme disait mon grand-mère...". Elle porte toujours de très nombreux pansements et sourit toujours. À 9 ans, c'est l'appelée du monde végétal. Elle est à l'origine de l'effondrement du monde de Ténébria.

#### Madavane
Madavane est une auto-fashion victime (victime de sa propre mode). Appelé indien de 8 ans, il change constamment d'apparence grâce à son pouvoir: la métamorphose. Son monde est celui des lois et sa seule caractéristique physique permanente est sa peau brune. Il est très populaire (surtout auprès des filles, fées ou autres créatures du sexe féminin) et va être adoubé chevalier par Licorna.

#### Gawé
Ce penseur muet Togolais, appelé de 8 ans, peut faire pousser des chardons n'importe quand. Il cache d'autres capacités et semble avoir une très forte liaison avec Ténébria, mais à l'insu de celle-ci. Il est très intelligent et n'agit jamais sans réfléchir. Il va mourir en tuant Ténébria (à cause de cette fameuse liaison) dans le tome 3. Son monde va devenir le monde de l'inverse mais, à l'origine c'est l'appelé du monde de Ténébria.

#### Koutima
Elle contrôle l'eau, a le crâne rasé, et est une combattante qui adore lancer des vannes. Appelée du monde de la répétition, elle est née au Kenya. De nature bagarreuse, elle s'est forgé ses muscles au fil de multiples défis qu'elle s'est lancé. Elle est toujours armée d'un bâton. Ténébria va la tuer dans le tome 3, mais elle sera vengée par Gawé.

### Les Envoyés

#### Tipoussin
Il se définit comme « huit centimètres de dur à cuir ».
C'est un poussin de huit à la voix grave et rocailleuse abimée par les excès.
Il a été appelé du monde de l'inverse pour protéger Elder. 
Il meurt à la fin du tome 2.

#### Layla
Tigresse, garde du corps de Maïenka de son état, Layla a été choisis dans le monde animal pour être une des Envoyés,
et de ce fait, pour protéger Elder. 
Elle meurt à la fin du Tome 2.

#### La Pensée [Zouzinette/ Pistillette]
Envoyée du monde végétale, la Pensée fait très attention à son apparence
" Excusez moi si je ne vous serre pas la feuille je viens de me passer de la crème anti-pucerons. " Ézoah P.102
Elle meurt dans le tome 1.

#### Jarmek
Envoyé du monde troué, Jarmek est un semi borgne qui excelle en acrobaties, en lutte, en ninjutsu, ba qua guan, iaïdo, hung-gar,
kung fu, jeet-do savate, bu-justu, kiripinar, arnis, erlang men, hap-ki do et au tir à l'arc.
Il est le premier des Envoyés à mourir, dans le Tome 1.

#### Black
Conteur, accessoirement Chevalier Blanc, Black est l'envoyé du monde des lois.
Deux fois plus large que haut, il a une fâcheuse tendance à s'incruster dans les murs, mais quand il n'est pas occuper à tailler une bavette
avec ces derniers, il se combat très bien.
Il meurt dans le tome 2.

#### Athör
Il est le viking le plus fort des mondes... 
ou le plus peureux, ça dépend des jours. Envoyé du monde des jouets, Athör est un guerrier macho et viril
ou un lâche gratouilleur d'oreille selon son humeur. Ou il ne craint rien, ou il a peur de tout.
Il meurt dans le Tome 2.

#### ZzzennN
ZzzennN, c'est un bâton, un ventre rebondi, plusieurs couches de gilets bariolés, trois bouches aux formes dissymétriques,
des dizaines de boucles d'oreilles en bois, et un visage ovale énigmatique et joufflu.
ZzzennN a un léger « écho »...
Il le dit lui-même,
« - Je m'ap...
- ...m'appelle ZzzennN, et je ne suis pas...
- ...ne suis pas bègue, c'est l'écho qui...
- ...cho qui donne cette...
- ...donne cette impress...
- ...pression. » Ézoah tome 1 p.101
Il est l'envoyé du monde à répétition. Il meurt dans le tome 2.

## Les Ennemis principaux

### Ténebria
Son vrai prénom est Louise. Elle est à l'origine de Mallemonde, avec Elder et deux autres personnes qui se sont fait tuer à la création de ce monde par l’Ogre-Biche (en fait, Ténébria elle-même les a tués mais elle ne veut pas que cela se sache). Aveugle d'une immense beauté, elle a fait un séjour non désiré dans le monde de la nuit, où ses capacités mentales (notamment l'ouïe) se sont développées. Elle veut reconquérir Mallemonde pour en faire une terre de chaos.

### L'Empereur complet
C'est un homme du monde, obnubilé par son désir de reboucher tous les trous de son monde il a créé les reboucheuses qui sont en quelque sorte des moissonneuses munies d'un rouleau aplatisseur et ďune pelle pour projeter de la terre et ensuite reboucher le trou en la tassant. Après avoir créé ces monstres, il est resté avec eux dans une plaine grise parsemée de trous qui jouxte ľespace semi-vert. Quand Ezoah et Sven rencontrent les enfants de l'espace semi-vert, l'empereur complet avait lancé ses reboucheuses.
Sven aurait été écrasé par ľune de ses abominations selon Ezoah qui se serait vengée en démolissant un grand nombre des reboucheuses grâce à ľun de ses bizardouillage.

### Le Sycophante mollichon et les pommes méchantes
On ne sait pas très bien quelle genre de créature est le sycophante mollichon, en revanche on sait qu'il possède des antennes et qu'il atteint une hauteur de 5m. Les pommes méchantes quant à elles sont à sa botte, elles travaillent pour lui, elles sont équipées d'yeux etc. Elles peuvent être aussi grosses que petites et certaines ont même des couleurs étonnantes comme une bleu intense, une rose paillettée qui fait partie des pommes-pommes-girls...

### L'Ogre biche
C'est une biche rose rencontrée par Ezoah et Sven dans le tome 1 dans le monde de l'inverse. En fait, cette biche est un ogre transformé tout comme la sorcière (rencontrée à la même occasion) qui est une biche. 

## Les personnages secondaires

### Maïenka
Imprésario, dénicheuse de talent funky, Maïenka est la aussi la première amie du monde Animal que se fait Ézoah.
Superpuce, Équina ? C'est elle. Non, enfin, elle c'est Maïenka, mais c'est ELLE qui les dénichés.
Membre du petit groupe secret qui a pour projet de faire sauter la capitale, et compagne de Rôah dans le tome trois.

### Rôah
Lion berger, dresseur de meubles, artiste pianiste/chanteur, Rôah répond aussi au doux nom de Fransisco.
Il s'est d'abord intéressé à une carrière musicale, mais cette dernière s'est soldée par un échec.
Quand il rencontre Ézoah pour la première fois, il est partagé entre l'envie de la croquer, de s'extasier devant ses dons, ou de ne lui prêter aucune attention.